# Rešetarka
Rešetarka (peroglavka, rešetica; lat. Pterocephalus),  biljni rod  iz porodice kozokrvnica smješten u tribus Scabioseae, dio potporodice češljugovki (Dipsacoideae). Pripada mu 33 vrste jednogodišnjeg raslinja, trajnica i polugrmova rasprostranjenih od Kanarskih otoka preko Mediterana na istok do Srednje Azije i Pakistana te na jug do sjeverne i istočne Afrike
U Hrvatskoj raste samo jedna vrsta, perasta rešetarka ili perasta peroglavka, Pterocephalus plumosus.

## Vrste
1. Pterocephalus afghanicus (Aitch. & Hemsl.) Boiss.
2. Pterocephalus arabicus Boiss.
3. Pterocephalus bellidifolius Boiss.
4. Pterocephalus brevis Coult.
5. Pterocephalus canus Coult. ex DC.
6. Pterocephalus depressus Coss. & Balansa
7. Pterocephalus dumetorum (Brouss. ex Willd.) Coult.
8. Pterocephalus frutescens Hochst. ex A.Rich.
9. Pterocephalus fruticulosus Korovin
10. Pterocephalus gedrosiacus Rech.f., Aellen & Esfand.
11. Pterocephalus ghahremanii Jamzad
12. Pterocephalus glandulosissimus Ponert
13. Pterocephalus khorassanicus Czerniak.
14. Pterocephalus kurdicus Vatke
15. Pterocephalus lasiospermus Link
16. Pterocephalus laxus I.K.Ferguson
17. Pterocephalus lignosus Freyn & Bornm.
18. Pterocephalus multiflorus Poech
19. Pterocephalus nestorianus Nábelek
20. Pterocephalus persicus Boiss.
21. Pterocephalus pinardii Boiss.
22. Pterocephalus plumosus (L.) F.Dietr.
23. Pterocephalus porphyranthus Svent.
24. Pterocephalus pterocephala (L.) Dörfl.
25. Pterocephalus pulverulentus Boiss. & Balansa
26. Pterocephalus pyrethrifolius Boiss. & Hohen.
27. Pterocephalus sanctus Decne.
28. Pterocephalus shepardii Post & Beauverd
29. Pterocephalus spathulatus (Lag.) Coult.
30. Pterocephalus strictus Boiss. & Hohen.
31. Pterocephalus szovitsii Boiss.
32. Pterocephalus virens Webb & Berthel.
33. Pterocephalus wendelboi Rech.f.

## Sinonimi
- Coulterella Tiegh.